# Leyland Princess
La Leyland Princess est une voiture commercialisée de 1975 à 1981 par le groupe British Leyland. Lancé sous le nom de "18/22", en référence à la cylindrée des deux moteurs disponibles au départ (1.8L et 2.2L), le modèle a également la particularité d'être vendu, initialement, sous trois marques différentes : Austin, Morris et Wolseley. Cette structure de gamme alambiquée, symptomatique de la gestion compliquée des nombreuses marques de British Leyland, ne dura toutefois pas longtemps : au bout de seulement sept mois, le groupe exhuma l'ancienne appellation Princess pour rebaptiser toutes les versions de la 18/22.
L'audace et la modernité du design, avec une carrosserie deux volumes en lignes tendues et fluides, fut saluée par la presse de l'époque. La 18/22-Princess est également une traction, caractéristique encore moderniste à l'époque de sa sortie. Toutefois, elle fait une impasse notable sur le hayon, conservant, malgré sa silhouette bicorps semblant appeler une cinquième porte, un simple coffre. Cette caractéristique fut voulue par les hommes de British Leyland pour éviter toute concurrence interne avec l'Austin Maxi et, plus tard, la Rover SD1, toutes deux des cinq-portes.
La 18/22 suscita un certain engouement à sa sortie et connut un bon départ commercial. Cependant, tout comme la Rover SD1 et plusieurs autres de ses compatriotes, la voiture fit rapidement les frais des maux de l'industrie britannique des années 1970 : enchaînement des grèves, problèmes de qualité d'assemblage, voire sabotage industriel organisé par les syndicats sur les chaînes de production. Malgré ses qualités intrinsèques, la Princess fut ainsi gagnée par la mauvaise réputation touchant alors tous les produits de British Leyland, détournant d'elle la clientèle. L'absence de hayon s'avéra également de plus en plus pénalisante au fil des ans, cet équipement s'imposant progressivement.
Le lancement d'une version améliorée, la Princess 2, en 1978, ne suffira pas à redresser les ventes. En 1981, la production prend fin après un demi-échec commercial. L'année suivante est dévoilée la remplaçante de la Princess, en réalité une simple extrapolation du modèle destinée à maintenir les ventes à flot jusqu'à l'arrivée d'une vraie succession : l'Austin Ambassador.

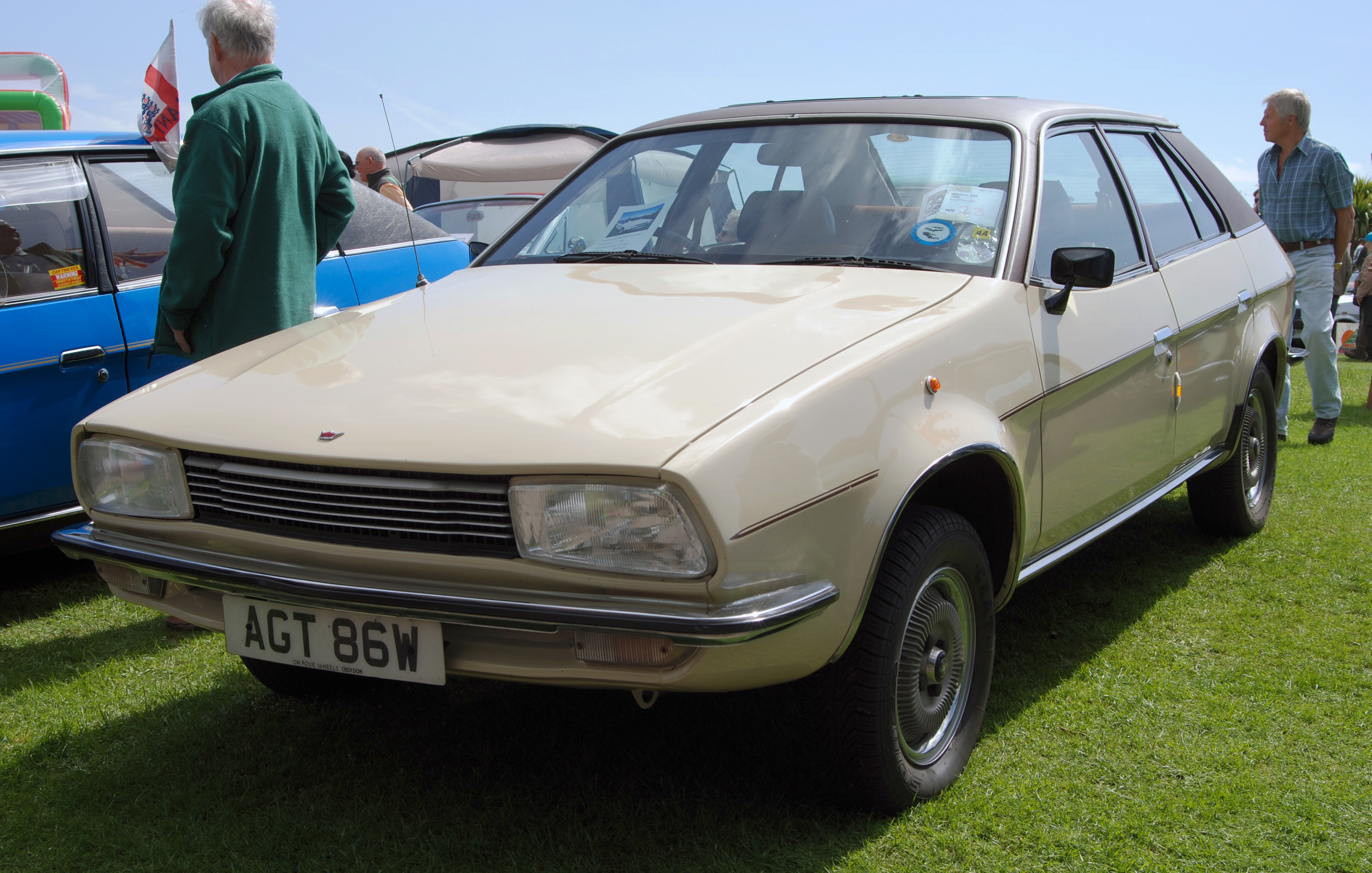
Princess 1
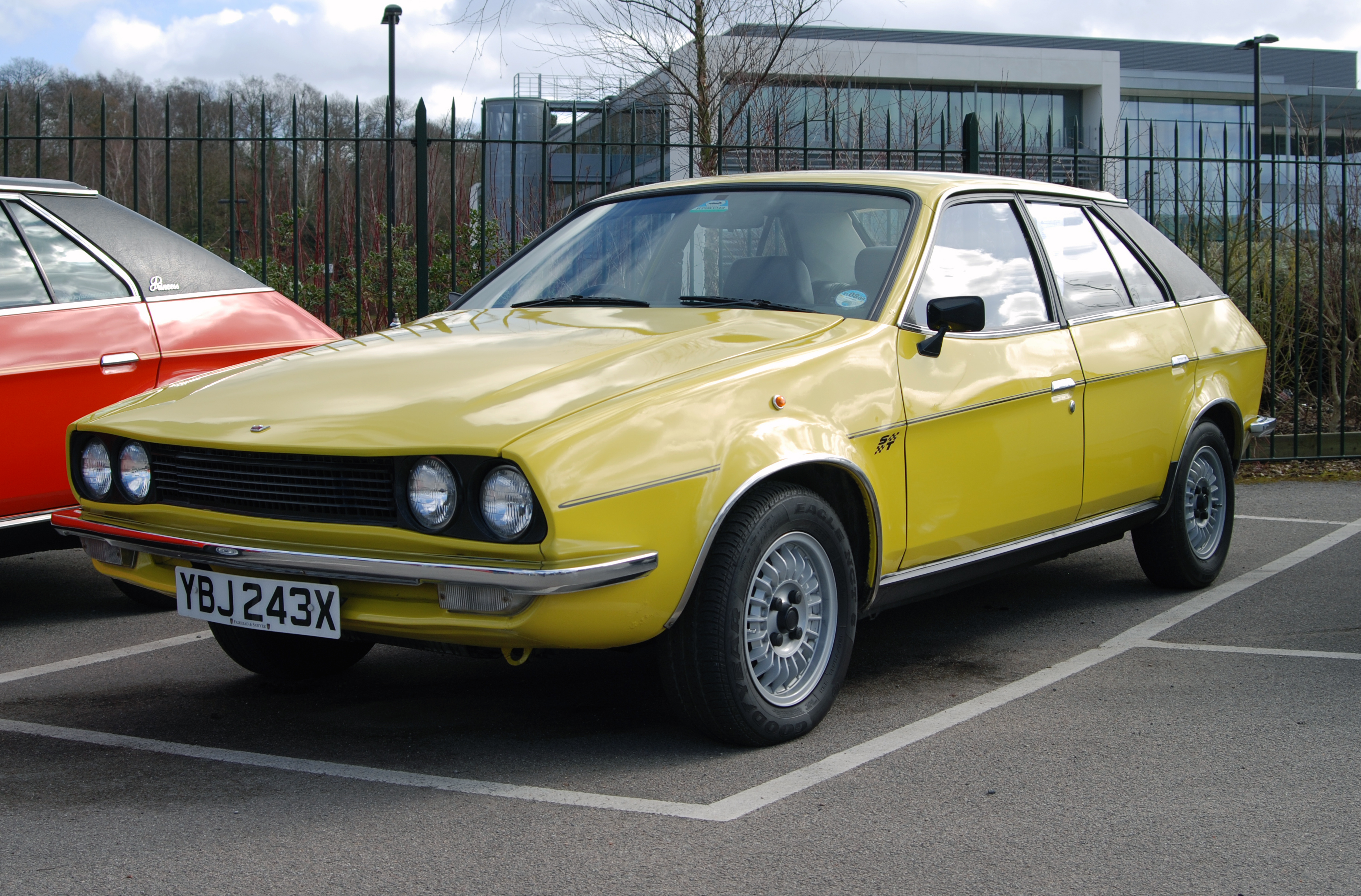
Princess 2
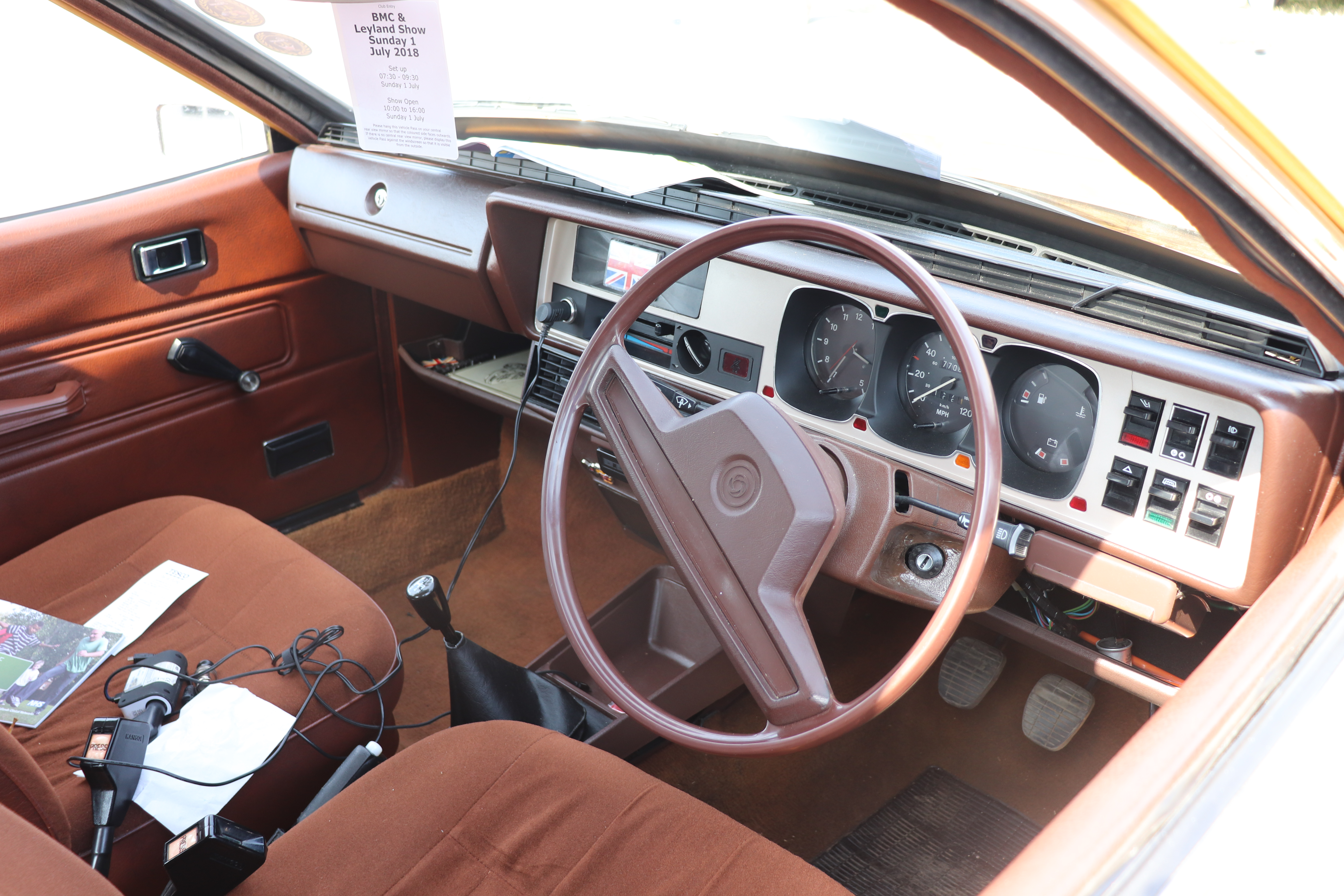
intérieur (Princess 1)